# Danaea wendlandii
Danaea wendlandii är en kärlväxtart som beskrevs av Reichb, f.. Danaea wendlandii ingår i släktet Danaea, och familjen Marattiaceae. Inga underarter finns listade i Catalogue of Life.